# Gonzalo Vargas
Gonzalo Vargas Abella (ur. 22 września 1981 w Montevideo) – urugwajski piłkarz występujący na pozycji napastnika.

## Kariera piłkarska

### Klubowa
Gonzalo Vargas karierę rozpoczynał w stołecznym Defensorze Sporting. W ciągu czterech sezonów w Primera División Uruguaya rozegrał 94 meczów, w których strzelił 43 bramki. Następnie grał w argentyńskim Gimnasia La Plata, a w 2006 roku trafił do Francji, a konkretnie podpisał kontrakt z AS Monaco. Zdołał jednak rozegrać tylko 8 spotkań w Ligue 1, jako gracz czerwono-białych. Po sezonie został wypożyczony do FC Sochaux. W pierwszej drużynie grał 4 razy w lidze. Więcej czasu spędzał w rezerwach Sochaux. Następnie, przed sezonem 2008/2009 trafił do meksykańskiego Atlasu Guadalajara. Już w pierwszym sezonie grał w 32 ligowych meczach i strzelił 10 goli. Od 2009 roku trafił definitywnie do Atlasu.

### Reprezentacyjna
Vargas w 2002 roku zadebiutował w reprezentacji Urugwaju. Następnie powrócił do błękitnych po czterech latach. W 2007 roku został powołany na Copa América 2007. Swą jedyną bramkę w reprezentacji strzelił 6 lutego 2007 roku przeciwko Kolumbii.